# ゲイリー・マティアスの失踪
ゲイリー・マティアスの失踪（ゲイリー・マティアスのしっそう）は、1978年（昭和53年）2月24日の夜にアメリカ合衆国・カリフォルニア州で起こった失踪事件。

## 概要
カリフォルニア州のユバシティからチコに来た5人の若者は、カリフォルニア州立大学で行われた大学バスケットボールの試合を観戦した。この5人は全員が軽度の知的障害ないし精神疾患を抱えていた。試合後、彼らは菓子と飲み物を購入するため、地元のスーパーに立ち寄った。その後、5人の生きた姿を目撃した者はいない。ゲイリー・マティアス（Gary Mathias、1952年10月15日 - ）については、その生死すらわかっていない。
数日後に、5人が乗っていたマーキュリー・モンテゴが発見された。ユバシティへの帰路からは大きく外れた、プラマス国立森林公園のある人気のないエリアを通る未舗装の山道に乗り捨てられていた。堆積した雪の中から見つかったとはいえ、そこから押し出すことは容易であり、車も壊れてはいなかったのに、なぜ乗り捨てられていたのか警察には判断がつかなかった。この時は、それ以外に5人の痕跡は何も見つからなかった。
雪も融けた6月に、車から32km離れた森の奥で、バックパッカーが宿代わりにしていた小屋の中やその周辺から4人の遺体が見つかった。3人の遺体は腐肉を動物にあさられて、骨だけになって茂みに散らばっているものもあった。しかし小屋の中でみつかったテッド・ヴェイヘルは、最後に目撃されてから少なくとも3か月は生きていたと思しかった。小屋には十分な量の食料と燃料があったにもかかわらず、ヴェイヘルは餓死していた。彼は靴をはいておらず、代わりに警察がそばの茂みから見つけたのはマティアスの靴だった。生前に目撃された最後の夜から、少なくともしばらくの間はマティアスも生きていたことがうかがわれた。
後に証人となる地元の人間が現れた。24日の夜に、モンテゴが見つかった場所から少し離れたところに自分の車を停め、車内で一晩を過ごしたと語るこの男は、雪の中から車を押し出そうとしたときに軽い心臓発作に襲われ、車内でその痛みに耐えていたという。彼が警察に語ったところでは、この夜に車のまわりで人だかりができているのを自分の目と耳で確かめ、2度助けを呼んだにもかかわらず、その人だかりは声をひそめ、車のライトを消しただけだった。この証言に加えて、車がみつかった場所と遺体が発見された場所には相当な距離があることから、何らかの犯罪が行われた可能性もあった。現地の警察は、その後も捜査を継続している。

## 背景
ユバシティに生まれ育ったゲイリー・マティアスは、1970年代のはじめに西ドイツで兵役についている頃から、薬物への依存が進んでいた。ついには精神への異常をきたしていることが認められ、統合失調症と診断された。マティアスは、両親の暮らすカリフォルニア州の実家に戻り、地元の精神病院で治療を受けるようになった。彼は暴行罪で逮捕されかけたことが2度あり、精神病性挿間症を呈することもよくあったことから、地元にある退役軍人省の病院に入院することになった。始めは重症であったが、1978年にはステラジンとコジェンティンの処方を中心とした外来治療でよくなり、かかりつけの医者からは「私たちが治療したなかでも一級品の成功例」に数えられるほどだった。
マティアスは、軍から出る障害者給付では足りない分を、義父が経営するガーデニングショップで働いて補った。仕事仲間や家族以外に、彼には親しい友人が4人いた。友人はマティアスより少し年上の男が多く、軽度の知的障害を持った2人（29歳のビル・スターリングと24歳のジャック・ヒューイット）と正式な診断を受けたわけではないがスロー・ラーナーと考えられていた2人（32歳のテッド・ヴェイヘルと30歳のジャック・マドルガ）は、みなユバシティか近くのメアリービルに住んでいた。マティアスも友人たちも両親と同居しているところは同じで、まとめて「坊やたち」("the boys")と呼ばれていた。
5人に共通の趣味は、スポーツだった。家族によれば、「坊やたち」が集まると、たいていスポーツの試合をするか観戦をして遊んでいたという。精神的なハンディキャップを負った人のために地域住民が支援するスポーツプログラムの一環で、5人はよく「ゲートウェイ・ゲーターズ」というチームでバスケットボールをした。
2月25日、そのゲーターズはスペシャルオリンピックスが主催する1週間のトーナメントの初戦を控えていた。優勝チームには、ロサンゼルスで1週間自由に過ごすことができる特典がついていた。マティアスたち5人は前日の晩には準備をおえ、ユニフォームを並べたり、時間になったら起こすよう親に頼む者もいた。しかしこの夜、5人はチコ州立大学でアウェーゲームを戦うカルフォルニア大学デービス校のバスケットボールチームを応援するため、チコまでドライブすることにした。運転免許を持っているのは、マティアス以外にはマドルガしかいなかったため、チコまで北に80kmの道のりを、マドルガが自分のターコイズと白のマーキュリー・モンテゴに4人をのせて運転した。この年のサクラメント・バレー北部は、もう夜になるとだいぶ寒かったが、5人とも薄いコートしか着ていなかった。

## 失踪
デービス校が試合に勝ったのを見届けた5人は、マドルガの車に戻り、チコ州立大学のキャンパスから繁華街にあるベーアズ・マーケットまで短い距離を車で移動した。5人はここで、軽い食事とソーダ、紙パックの牛乳を購入した。この店は10時で閉まるが、5人がやってきたのはその直前だった。店員が彼らを記憶していたのは、こんな時間に5人も来店したので、店を閉める作業にとりかかるのが遅くなったことに腹をたてていたからだった。
これ以降、5人が生きている姿は目撃されていない。彼らの家では、帰宅を確認するために起きて待っていた両親もいた。朝になっても誰も帰ってこなかったため、警察に届けが出された。

## 捜査
ビュート郡とユバ郡の警察は、5人がチコへと向かったルート沿いに捜索を開始したが、彼らの痕跡は見つからなかった。数日たって、プラマス国立森林公園のレンジャーから、2月25日にオーロビル・クインシー間の道路に沿って茂る木々のあいだで停車しているモンテゴをみたという証言が得られた。周辺住民はよく冬になると週末はシエラネバダ山脈を車で登り、広い散策道をコースにしてクロスカントリースキーを楽しんでいた。そうした背景もあってレンジャーもそのときは気にもとめなかったが、行方不明者情報の掲示をみた後でこの車のことを思い出し、2月28日には保安官代理をその車のところまで案内した。

### 車の発見
車の中からは、彼らが最後に目撃されてから車をここに置いてどこかへ行くまで、そこにいたことがわかる物証がみつかった。チコの店で買った食料の包装紙や空になった紙パックや缶がそのままになっており、観戦したバスケットボールの試合のプログラムや丁寧にたたまれたカリフォルニア州の道路地図もみつかった。しかし、車が発見されたことで、ますます謎は深まることになった。
まず不可解なのは、その場所だった。チコからは110kmは離れており、ユバシティかメアリーズビルへまっすぐに戻る道からは大きく外れていた。この点について何かしらの推測であれ答えられる家族はいなかった。なぜ5人はこの寒い夜に長く曲がりくねった未舗装の山道を車で登り、人気のない森の奥まで運転していったのか。替えの服など持ち合わせておらず、次の日には彼らが何週間前も楽しみにしていたバスケットボールの試合が控えていたのに、である。マドルガの両親の証言では、マドルガは寒さが苦手で、山に登ったことなどなかった。スターリングの父親は、週末の釣りを楽しむために息子を車がみつかった場所の近くまで連れて行ったことがあると語っている。しかし彼の息子は釣りに興味を覚えることなく、父親がそこに出掛けるときは家で待っているようになったという。
また警察からしても、なぜ5人が車を置いていったのかは不明であった。その道路が通っている場所は高度にして1,300mに達しており、この年の雪線は、冬の間この道を塞いでしまうほどに低くなっていた。彼らの車は雪道で横滑りして立往生したはずで、タイヤには雪だまりを抜け出そうとしてスピンした形跡があった。しかし警察によれば、5人の健康な若者が車を押してどうにかできないほどの雪は積もっていなかった。
車のキーはなかったため、うまくエンジンがかからなくなったので、いったん車を置いて、助けを呼んだら戻ってこようとしていたのだとはじめは考えられていた。しかし警察が車の点火装置をショートさせてエンジンをかけると、すぐに始動した。ガソリンも4分の1ほど残っていた。
車を警察署に持ち帰り、徹底的な調査をおこなうと、謎はさらに増えてしまった。モンテゴの下部構造にはへこみも傷もなく、泥のこすれた跡さえなかったのである。それは低い位置にあるマフラーについても同じで、長距離の山道を車体を揺らし、轍をつくりながら駆け上がったにしては不自然であった。運転がとても慎重だったり、運転手が道に詳しかったりということは、マドルガについてはあてはまるとは思われなかった。また彼の家族によれば、マドルガが自分の車を他人に運転させることもなさそうであった。車のドアには鍵がかかっておらず、窓も車がみつかったときには1か所が降ろされていた。マドルガがここまで自分の車を不用心にしていることは、やはり考えにくいことであった。
周辺を捜索しようにも、この日は吹雪がひどくまったく捗らなかった。2日後には雪上車が用意され、行方がわからなくなった付近の捜索が行われたが、やはり天候を理由にそれ以上の活動は打ち切られた。5人の痕跡は、車以外には何も見つからなかった。

### 目撃情報
地元メディアで彼らの失踪が報道されてから、警察にはチコを出発した後の5人を（あるいはその中の誰かを）目撃したという情報が集まり始めた。カリフォルニア州だけでなく全米各地で目撃したという通報がはいったが、ほとんどはすぐに却下された。しかし有力な情報が2件あった。
サクラメント在住のジョセフ・ショーンズが警察に証言したところでは、ショーンズは2月24日から25日にかけての夜半に、モンテゴがみつかった場所の近くで不意に自分をおそった痛みに耐えていた。彼は家族との週末のスキー旅行にそなえて積雪の状況を確認するため、自分が持っている山小屋を目指して車を運転していた。午後5時30分、高度にして46mほど山道を登ったところで、ショーンズの車もまた雪で立ち往生を余儀なくされた。雪塊から抜け出そうと悪戦苦闘している最中に、心臓発作の初期症状がはじまりかけていることに気が付いた彼は、車に戻ってエンジンをかけて、暖気を絶やさないようにした。
6時間後、車で横になりながら激しい痛みをこらえていたショーンズは、後ろからヘッドライトの光が近づいてきたことに気が付いた。外に目をやると、後ろにヘッドライトを点けた車が停まり、そのまわりには何人かが集まっているのが見えた。その中の一人は赤ちゃんを抱えた女性のようにショーンズには思われた。彼は助けをもとめて声をかけたが、その車のところにいる人だかりは会話をやめ、ヘッドライトを消すだけだった。少しして、彼は後方についているライトが増えたのに気付いた。今度は懐中電灯の光で、彼が声をかけると、やはり明かりは消えた。
それから、ショーンズの初期の証言によれば、1台のピックアップトラックが自分の車の5-6m後ろにしばらく停まっていたが、その後また道を下っていったことを思い出した。当時は痛みをこらえるのに必死でほとんど意識が混濁していたため、それが事実だということに自信は持てない、と彼は警察にはっきりとそう語っている。朝の早い時間帯にショーンズの車はガス欠になったが、そのころには彼の痛みも引き、ロッジまで13kmほどあったが道を歩いて下ることができた。そこの管理人に車で家まで送られていく途中で、彼は車の中で誰かの声を聞いたはずの場所に乗り捨てられているモンテゴをみた。ショーンズが、致命的ではなかったとはいえ実際に心臓発作を起こしていたことは後に医師によって証明された。
ヴェイヘルの母の証言によれば、もしも息子がほんとうにそこにいたのなら、誰かが助けを求めてきたのにそれを無視することは考えにくいことではあった。ヴェイヘルの母の記憶の中にいる息子とスターリングは、2人の知り合いが精神安定剤の過剰摂取で倒れた時に、その知り合いが病院にいくのを手伝ったことがあった。
もう1つの有力な目撃情報は、車が乗り捨てられていたところから50kmほど離れた、ブラウンズビルという小さな村にある店で働く女性から得られたものだった。車から降りた場所から道をさらに下ったとすれば、マティアスたちはここに立ち寄った可能性がある。3月3日、男たちの顔写真が載り、彼らの情報を求めて家族が1,215＄(2010年代の4,600＄に相当）の謝礼金をつけていることを知らせるチラシをみたこの女性は、行方不明者のうち4人が赤いピックアップトラックに乗って店に立ち寄ったという情報を保安官代理に提供した。それは失踪から2日後のことであった。店のオーナーも彼女と証言を同じくした。
彼らの「目の大きさや表情」から、この地域の住民ではないことがすぐにわかったとこの女性は語っている。男たちのうち2人ー彼女はヒューイットとスターリングであるというーは、外の電話ボックスにいて、残りの2人は店の中にはいった。警察は彼女が「信用できる目撃者」だと語り、その証言を重要なものとみなしている。
もう少し詳しい情報が店のオーナーから得られた。彼には店にはいってきたのがヴェイヘルとヒューイットに思われたが、いずれ2人はブリトーとチョコレート・ミルクなどのソフトドリンクを買っていった。ヴェイヘルの家族がロサンゼルス・タイムズに語ったところでは、バスケットボールの試合をまるで無視するかのように、しかもいつもとは違う車でブラウンズビルまで行くというのは彼らの人となりからはまったくあり得ないように思えるが、一方でオーナーが説明する2人の行動はいつもの通りであり矛盾はなかった。つまり、「ヴェイヘルは手でつかめるものは何でも食べよう」とするし、彼にくっついていくのは4人のなかではヒューイットが多かった。しかしヒューイットの家族によれば、ジャック・ヒューイットは仲間からかかってきた電話でも兄弟に取り次がせるほど、電話することを嫌っていた。

## 遺体の発見
マティアスたちが失踪した夜に何が起こったかについて、明快な結論を下せるほどの証拠は集まらず、警察も彼らの家族も、マティアスたちが犯罪に巻き込まれた可能性を否定できないでいた。最終的に5人のうち4人までは遺体が見つかり、その可能性も薄れたが、しかしその夜に起こったことについては依然として謎が残っていた。そして少なくとも1人はまだ救助可能なのかどうかについても不明であった。
6月4日、高地の雪もほとんど溶けたころ、モンテゴがみつかった場所から30kmほど離れたキャンプ地にある、アメリカ森林局が管理するトレーラーハウスに近づくバイク乗りの集団がいた。トレーラーのフロントウィンドウは割れていた。ドアを開け、車内に漂う臭いをこらえて覗き込むと、それが腐敗した人間の体内から発生するものであることがわかった。後にその遺体はヴェイヘルのものだということが確認された。
捜査官は、トレイラーからモンテゴがあった場所までの道路を押さえつつ、プラマス国立森林公園に再集結した。翌日、警察は後にマドルガとスターリングと判明する遺体を発見した。車が見つかった場所から20km弱ほどいった道路の反対側だった。マドルガの遺体はところどころ腐食を動物にあさられていた。スターリングの遺体は骨しか残っておらず、比較的狭いエリアにちらばっていた。検死の結果、2人の死因は低体温症とされた。その末期的な段階であることを示す強い眠気に勝てず、そのまま亡くなり、もう1人はそのそばを離れようとしなかったため、結局2人とも同じ運命をたどった、というのが警察の推測だった。
2日経って、別に組織されていた捜索隊の1つにいたジャック・ヒューイットの父親が、トレイラーの北東3kmのところに自生するマンザニータの茂みの下から息子の背骨を発見した。そばにあった靴とジーンズが、遺体の同定に役立った。さらに翌日、保安官代理がこの茂みから100mほど離れた下り坂で頭蓋骨を見つけた。歯の診療記録をもとに、それがヒューイットのものであることが確認された。彼の死因も、低体温症によるものだと考えられた。
トレイラーハウスから400mほど北東の地域で、捜査官は道路脇にある森林局のものである3枚のブランケットと錆びた懐中電灯を発見した。しかし、いつからそこにあったものなのかについてはわからなかった。ゲイリー・マティアスが生きていれば服用していた薬を切らしているはずのため、カリフォルニア中の精神病院に彼の顔写真が配布された。それにもかかわらず、彼についてはその手がかりすら見つかっていない。

### トレイラーにあった物品
ヴェイヘルの遺体は、頭まで8枚のシーツにくるまれた姿で、ベッドに横たわっていた。検死結果によれば、彼の死因は餓死でもあり低体温症でもあった。90kg以上あった体重はほぼ半分にまで落ちていた。ひげの伸び具合からみて、最後にひげをそってから13週間ほどここに住んでいたことがうかがれた。彼の足はひどい凍傷で、壊疽しかけていた。
ベッドの隣にあるテーブルには、彼の携帯品があった。現金のはいった財布、「テッド」と彫られたニッケルの指輪、金のネックレスも彼が身に着けていたものだった。テーブルにはクリスタルオシレーターのない金の時計もあったが、ヴェイヘルの家族によればこれだけは彼の所持品ではなかった。ほとんど溶けたろうそくもあった。ヴェイヘルはベロアのシャツと薄いズボンを身につけていたが、靴は見当たらなかった。
最も謎めいていたのは、ヴェイヘルが死に至る過程であった。マッチと、薪替わりのペーパーバックの小説はいくらでもあったのに、トレイラーの暖炉には火がくべられていなかった。森林保護官のための厚手の服もあり、それを着れば温かいのに、この服も収納された場所でそのままになっていた。外の貯蔵庫にはCレーションの缶詰も大量にあり、それには開けて食べた形跡があった。しかし、同じ場所にあるストッカーにしまわれている乾燥食品はさらに量が多く、５人の男が必要であれば１年間食べてもなくならないほどあったが、こちらは開封されていなかった。近くにある別の貯蔵庫には、バルブのついたブタンタンクがあり、これを使っていればトレイラーの暖房設備も稼働させることができた。
ヴェイヘルは1人でトレイラーハウスにいたわけではないようだった。マティアスかおそらくヒューイットが彼と一緒に暮らしていた可能性がある。マティアスのテニスシューズがトレイラーのなかにあり、Cレーションの缶を開けるのに使われていたP-38缶切りも、マティアスが兵役についているときに使い方を覚えた道具だった。マティアスの足はおそらく凍傷で腫れあがっていたため、外を探検するときにヴェイヘルの靴をかわりに履いた可能性がある。ヴェイヘルの遺体をおおうように全身に巻かれていたシーツは、彼のほかにもう１人誰かがいたことを示している。ヴェイヘルの足は壊疽していたため、生きているうちはあまりの痛みに自分から頭までシーツをかぶっていたのだろう。

## 考察
5人のうち4人がシエラネバダ山脈で亡くなったことまでは判明したものの、警察はその後も彼らがその死にいたった道筋について十分な説明はできていない。なぜ彼らがそこで亡くなっていたのかについても説明は必要だった。その後わかったのは、マティアスはフォーブスタウンという小さな町にも友人がいたということで、警察によれば、家に帰る途中でこの町を訪ねようとして、間違ってオーロビルのほうに向かってしまいそのまま山道まで迷い込んでしまった可能性がある。いずれにせよ彼らは何らかの理由でモンテゴを乗り捨てた。登って来た道を反対に下るかわりに（そうすれば後にショーンズがたどり着いたロッジを通り過ぎていたはずだが）、彼らはもともと向かっていた方向へ突き進んでいった。このような目的が明確な行動は、ぐるぐると環状に歩き回る、本当に自分たちが迷ったのだと思っている人間がするような動きではない。
男たちが遭難する前日に、森林局の雪上車が道路沿いの雪をはねながらトレイラーハウスの屋根の雪を落とす作業もおこなっていたため、小屋は吹雪でも倒壊していなかった。これは警察の推測だが、おそらく彼らは場所によっては2m近くにもなる雪の吹き溜まりのなかを通って、それがどこに通じていようともトラックのつくった轍を追いかけることにしたのだろう。きっと彼らは避難できるシェルターがそう遠くないことを信じていたのだ。マドルガとスターリングはおそらくトレイラーハウスまで徒歩でたどり着く前に低体温症で倒れたのである。
仮定にはなるが、トレイラーハウスをみつけた3人は、中に侵入するために窓をたたき割った。鍵がかかっていたため、そこが誰かの私有財産であると信じた彼らは、車内で何かを見つけてもそれを使えば窃盗で逮捕されるだろうとおびえていたのだ。ヴェイヘルの死後、あるいは死んだように見えただけかもしれないが、残された人間（たち）はおそらく、これまでとは違う道を見つけ、人が住んでいるところまで歩いて帰ろうとしたのである。